# Ульгули (Жамбылская область)
Ульгули́ (каз. Үлгілі) — село в Байзакском районе Жамбылской области Казахстана, административный центр и единственный населённый пункт Ульгулинского сельского округа. Код КАТО — 313657100.

## География
Село расположено в юго-западной части Байзакского района, в 3 километрах к западу от районного центра, села Сарыкемер, в 10 километрах к северо-востоку от областного центра, города Тараз. Ближайшая железнодорожная станция Талас — расположена в 6 километрах к югу от села (по дороге — 12,4). Соседние населённые пункты: Костобе в южных границах села, Сарыкемер в 3 километрах к востоку, Коктал в 2 километрах к западу.  Транспортное сообщение осуществляется по автодороге КН-6 (Акчулак — Туймекент — Сарыкемер — Тараз). Высота центра населённого пункта — 559 метров над уровнем моря.

## Население
| Численность населения | Численность населения | Численность населения |
| 1989                  | 1999                  | 2009                  |
| --------------------- | --------------------- | --------------------- |
| 1443                  | ↘1427                 | ↗1783                 |